# Шовкун Віктор Йосипович
Ві́ктор Йо́сипович Шовку́н (14 березня 1940, с. Манченки, Харківський район, Харківська область — 22 листопада 2018, Київ) — український перекладач, письменник, літературний редактор.

## Біографія
Віктор Шовкун народився 1940 року в селі Манченки неподалік від Харкова. Після початку радянсько-німецького збройного конфлікту переїхав з матір'ю в рідне село Журавне Охтирського району Сумщини.

Батько помер, коли Вікторові було два роки. Йосип подолав близько сотні кілометрів від Харкова, щоб побачити родину, відділену лінією фронту, однак не витримав тривалого переходу.
Він мав хворе серце, й, мабуть, воно не витримало далекої дороги, а може, й ще якихось дорожніх пригод, адже йти йому довелося через територію, по якій щойно прокотилася війна.
— напише згодом Віктор Шовкун у своїй квазіавтобіографічній книжці «Життя в абсурді».
Мати Олександра Шовкун (Надолинна) померла, коли Вікторові було шість років. Виховували його баба Пріська (Єфросинія) з дідом Петром.
Саме дід Петро, який у Першу світову війну побував у німецькому полоні й опанував основи німецької та французької мов, прищепив Вікторові любов до іноземних мов.

## Освіта
Закінчив Харківський гідрометеорологічний технікум, два роки працював за фахом у Сибіру.
По тому вступив до Московського державного університету, закінчив основний курс (1967) та аспірантуру (1970) філологічного факультету МДУ, кафедра структурної та прикладної лінгвістики.
Володів шістьма іноземними мовами — англійською, французькою, іспанською, італійською, португальською, російською.
Більшість із них вивчив самотужки.

## Робота, творчість
У 1970—1975 роках працював у відділі зарубіжного патентування в Київському інституті надтвердих матеріалів‚ звідки мусив піти в 1972 році під тиском адміністрації (на яку‚ своєю чергою‚ тиснув КДБ)‚ звинувачений в українському націоналізмі‚ політичній неблагонадійності та в «небажанні допомогти органам».
Був ще на кількох випадкових роботах‚ відтак почав перекладати художню літературу.
У 1975—1986 і 1997—2002 рр. працював літературним редактором у журналі закордонної художньої літератури «Всесвіт»‚ м. Київ.
1983 — прийнятий до Спілки письменників України.
З 1986 р. — на творчій роботі‚ професійний письменник-перекладач.
Наприкінці 1996 р. переніс складний інсульт, унаслідок якого ліва частина тіла залишилася обмеженою в русі. Тексти на комп'ютері набирав однією рукою.
Співпрацював з видавництвами «Махаон», «Пульсари», «Книжковий клуб», «Фоліо» та ін.
Навесні 2005 року у львівському видавництві «ВНТЛ-Класика» вийшла книга «Життя в абсурді» Віктора Шовкуна — квазіавтобіографічний твір, що вмістив багато майстерно виписаних портретів сучасників автора та яскравих замальовок із повсякденного життя.

## Творчий доробок

### Переклади з англійської
- «Гендерсон, цар дощу» Сола Беллоу
- «Сотворіння світу» Ґора Відала
- оповідання Агати Крісті й Едгара По
- «Сент-Ів» Роберта Луїса Стівенсона
- «Історія Лізі» Стівена Кінга
- «Код да Вінчі» Дена Брауна
- «Таємниче світло» Джилл Грегорі й Карен Тінторі
- «Енциклопедія постмодернізму» за редакцією Віктора Е. Тейлора та Чарлза Вінквіста
- праці Жана Кальвіна й Мартіна Лютера
- «1984» Джорджа Орвелла
- новели серії Scottish fiction.

### Переклади з французької

#### Українською
- «Знедолені» Віктора Гюґо
- романи й повісті Оноре Бальзака та Анатоля Франса
- «Будуарна філософія» Маркіза де Сада
- «Фальшивомонетники» Андре Жіда
- «Письмо та відмінність» Жака Дерриди
- «Археологія знання» Мішеля Фуко
- «Смішні любові» і «Неквапливість» Мілана Кундери
- «Miserere (Псалом п'ятдесятий)» Жана-Крістофа Ґранже
- серія детективних новел, зокрема Жоржа Сіменона
- «Нобелівська лекція» Альбера Камю
- «Заблудлі душі» Фредеріка Трістана
- «Усе, що не було сказано» Марка Леві

#### Російською
- «Героические злоключения Бальтасара Кобера»
- «Мастерская изчезнувших грез»
- «Загадка Ватикана» Трістана

### Переклади з іспанської
- «Кохання під час холери» та «Історія вбивства, про яке всі знали заздалегідь» Габріеля Гарсіа Маркеса
- «Алеф» і «Всесвітня історія підлоти» Хорхе Луїса Борхеса
- твори Ортеги-і-Гасета
- твори Алехо Карпентьєра
- «Життя Дон Кіхота й Санчо», «Туман», «Абель Санчес», «Тітка Тула» Мігеля де Унамуно
- «Грім у листі» Аугусто Роа Бастоса
- «Ігри янгола» Карлоса Руїса Сафона

### Переклади з італійської
- «Тростини на вітрі» Грації Деледди
- «Кмітлива красуня Розаура» Карло Ґольдоні
- «Оповідання» Чезаре Павезе
- «Сестри Матерассі» Альдо Палаццескі
- «Насолода» Габріеле д'Аннунціо

### Переклади з португальської
- Романи Жозе Сарамагу («Євангелія від Ісуса Христа», «Сліпота», «Каїн», «Прозріння»)
- Романи Пауло Коельйо («Відьма з Портобелло», «Одинадцять хвилин», «Бріда», «Переможець завжди самотній»)
- роман Фернанду Намори «Життя потайки».

## Відзнаки
- Лауреат першої премії імені Лукаша «Ars Translationis» за найкращий переклад з опублікованих у журналі «Всесвіт» (1989, за переклад з англійської роману Гора Відала «Сотворіння світу»).
- Лауреат премії імені Сковороди 2004 р., якою посольство Франції відзначає найкращий переклад року із французької на українську (книга Мішеля Фуко «Археологія знання», вид. «Основи»).
- Лауреат премії імені Максима Рильського 2009 Національної спілки письменників України за найкращий переклад року.

## Сім'я
- Дружина Валентина Шовкун (Кульчинська) — регентка хору церкви Благовіщення Пресвятої Богородиці (ПЦУ) при НаУКМА.
- Дочки: Леся Шовкун — журналістка газети «Україна молода», Галина Сейнова-Шовкун — громадянка Іспанії.
- Зять: Дмитро Лиховій — журналіст.

## Смерть
Помер 22 листопада на 79-му році життя у Києві.